# Andelssamfundet i Hjortshøj
Andelssamfundet i Hjortshøj (AiH) er en forening der danner rammen for bofællesskab , og ligger ca. 14 km. nord for Aarhus i udkanten af Hjortshøj.

## Historie
Ideen til andelssamfundet opstod tilbage i 1986. Første huse blev bygget i 1992. I 1996 flyttede de første grupper ind i deres huse. Bogruppe 2, 3 og 4 flyttede ind i 1996-97, Bogruppe 5 i 2004, og Bogruppe 6-7-8 i 2010-2012. Fra 2013 er der 126 boliger fordelt på 8 bogrupper. 
Andelssamfundet er Danmarks største økologiske bofællesskab og bygger på 3 grundpillerne: bæredygtighed, frivillighed og diversitet. 

## Menneske og Huse
AiH er et lille lokalsamfund / økosamfund, som
- bygger på et socialt og bæredygtigt grundlag
- huser ca 300 voksne og børn fordelt på 8 bogrupper i 126 boliger
- har forpagtet ca. 23 hektar landbrugsjord, der dyrkes som godkendt økologisk landbrug, hvilket giver mulighed for delvis selvforsyning af fødevarer og andre produkter. Der er ca. 200 høns, 10 geder, 15 får og grøntsagsmark. Omlægning til biodynamisk drift startede i 2003.

Byøkologiske initiativer er :
- miljøvenlige materialer som ler, træ, halm, hør, muslingeskaller og natur-skiffer.
- brug af vedvarende energi f.eks. vha. solfangere og brug af passiv solvarme, og et lille kraftvarmeanlæg med en Stirlingmotor som kan producere el og varme direkte fra flis.
- genbrug af regnvand til tøjvask i et fælles vaskeri for en del af bogrupperne.
- muldtoiletter i nogen huse og rensning af spildevand i en pilerensningsanlæg.
- kildesortering af affald (mange år før det blev obligatorisk)

Der er 6 fælleshuse og et kontor og udstillingsbygning "Petersborg" som huser:
- Bygning virksomhed Økotech
- Høkeren med bageri som en del af Vimby
- Viking Musik band Krauka

AiH er medlem af Global Ecovillage Network (GEN/GEN-Europe)  gennem Landsforeningen for Økosamfund (LØS) .